# Agelanthus gracilis
Agelanthus gracilis là một loài thực vật có hoa trong họ Loranthaceae. Loài này được (Toelken & Wiens) Polhill & Wiens mô tả khoa học đầu tiên năm 1998.